# Championnat d'Arabie saoudite de football 1978-1979
Navigation
Saison précédente Saison suivante
La saison 1978-1979 du Championnat d'Arabie saoudite de football est la troisième édition du championnat de première division en Arabie saoudite. La Premier League regroupe les dix meilleurs clubs du pays au sein d'une poule unique où ils s'affrontent deux fois au cours de la saison, à domicile et à l'extérieur. À la fin de la compétition, les deux derniers du classement sont relégués et remplacés par les deux meilleurs clubs de deuxième division.
C'est le club d'Al-Hilal FC qui remporte le championnat en terminant en tête du classement final, avec deux points d'avance sur Al Nasr Riyad et six sur Al Ittihad. C'est le 2e titre de champion d'Arabie saoudite de l'histoire du club.
Les deux clubs promus de deuxième division, Al Riyad SC et Al Ta'ee Ha'il, terminent aux deux dernières places; ils sont donc relégués en fin de saison, un an après leur accession parmi l'élite.

## Les clubs participants
| - Al Nasr Riyad - Al-Hilal FC - Al Ahli - Al Ittihad - Al Wehda | - Al Qadisiya Al Khubar - Al Riyad SC - Promu de D2 - Al Ta'ee Ha'il - Promu de D2 - Ettifaq FC - Al-Nahda |

## Compétition

### Classement
Seul le total de points des équipes est connu. Le barème utilisé pour établir le classement est le suivant :
- Victoire : 2 points
- Match nul : 1 point
- Défaite : 0 point

| Rang | Équipe                | Pts | J  | G | N | P | Bp | Bc | Diff |
| ---- | --------------------- | --- | -- | - | - | - | -- | -- | ---- |
| 1    | Al-Hilal FC           | 30  | 18 |   |   |   |    |    |      |
| 2    | Al Nasr Riyad         | 28  | 18 |   |   |   |    |    |      |
| 3    | Al Ittihad            | 24  | 18 |   |   |   |    |    |      |
| 4    | Al Ahli T             | 20  | 18 |   |   |   |    |    |      |
| 5    | Al Qadisiya Al Khubar | 19  | 18 |   |   |   |    |    |      |
| 6    | Ettifaq FC            | 16  | 18 |   |   |   |    |    |      |
| 7    | Al-Nahda              | 14  | 18 |   |   |   |    |    |      |
| 8    | Al Wehda              | 14  | 18 |   |   |   |    |    |      |
| 9    | Al Ta'ee Ha'il P      | 9   | 18 |   |   |   |    |    |      |
| 10   | Al Riyad SC P         | 7   | 18 |   |   |   |    |    |      |

|  | Champion d'Arabie saoudite 1978-1979               |
|  | Relégation directe en deuxième division            |
|  | T : Tenant du titre P : Promu de deuxième division |

## Bilan de la saison
| Championnat d'Arabie saoudite de football 1978-1979                        |                        |
| Champion                                                                   | Al-Hilal FC (2e titre) |
| Coupes et trophées                                                         |                        |
| Vainqueur de la Coupe d'Arabie saoudite 1978-1979                          | Non disputée           |
| Promotions et relégations                                                  |                        |
| Promus en Premier League                                                   | Al Shabab Riyad        |
| Promus en Premier League                                                   | Ohud Médine            |
| Relégués en Championnat d'Arabie saoudite de football de deuxième division | Al Riyad SC            |
| Relégués en Championnat d'Arabie saoudite de football de deuxième division | Al Ta'ee Ha'il         |